# Lasseplutten
Lasseplutten är en sjö i Arjeplogs kommun i Lappland och ingår i Umeälvens huvudavrinningsområde. Lasseplutten ligger i Laisdalens fjällurskog Natura 2000-område.